# Acanthaster mauritiensis
Espèce
Acanthaser mauritiensis est une espèce d'étoiles de mer de la famille des Acanthasteridae.

## Description
C'est une Acanthaster typique, avec un disque central large et rond, de nombreux bras (plus d'une dizaine, parfois jusqu'à trente), et une cuticule couverte d'épines effilées et venimeuses. Sa couleur est très variable, et comprend généralement du rouge ou de l'orange (notamment sur le disque et/ou les piquants) et du bleu ou gris en arrière-fond, sans motifs particuliers ; elle peut cependant aussi être uniformément grise ou verte. Les papules respiratoires, pas toujours visibles, sont presque toujours rouges.
Dans sa publication de 1885, l'auteur indique que cette espèce présente un diamètre total variant de 60 à 390 mm avec un diamètre du disque de 35 à 190 mm. Des sources plus récentes documentent une taille pouvant aller jusqu'à 80 cm. 

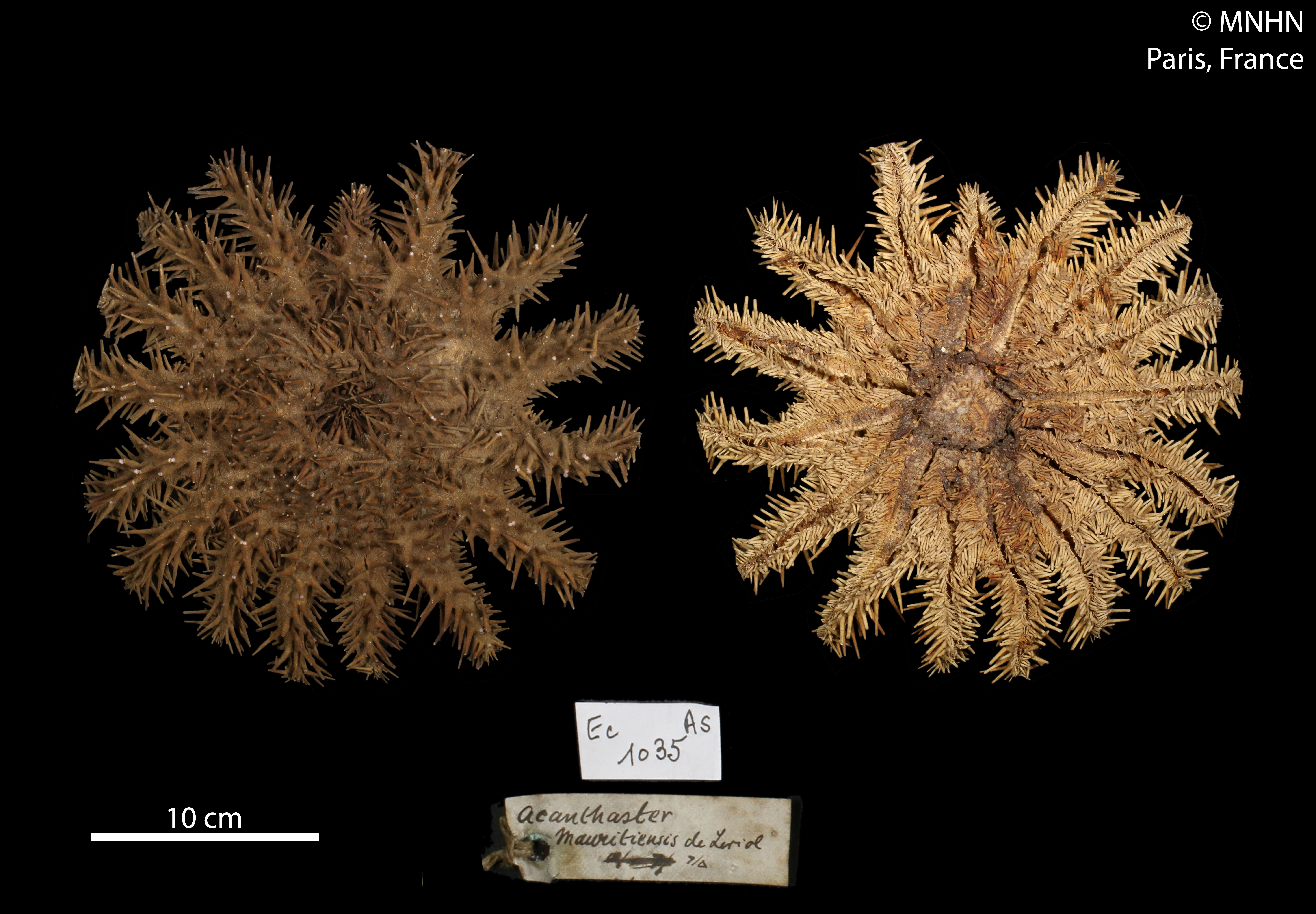
Holotype.
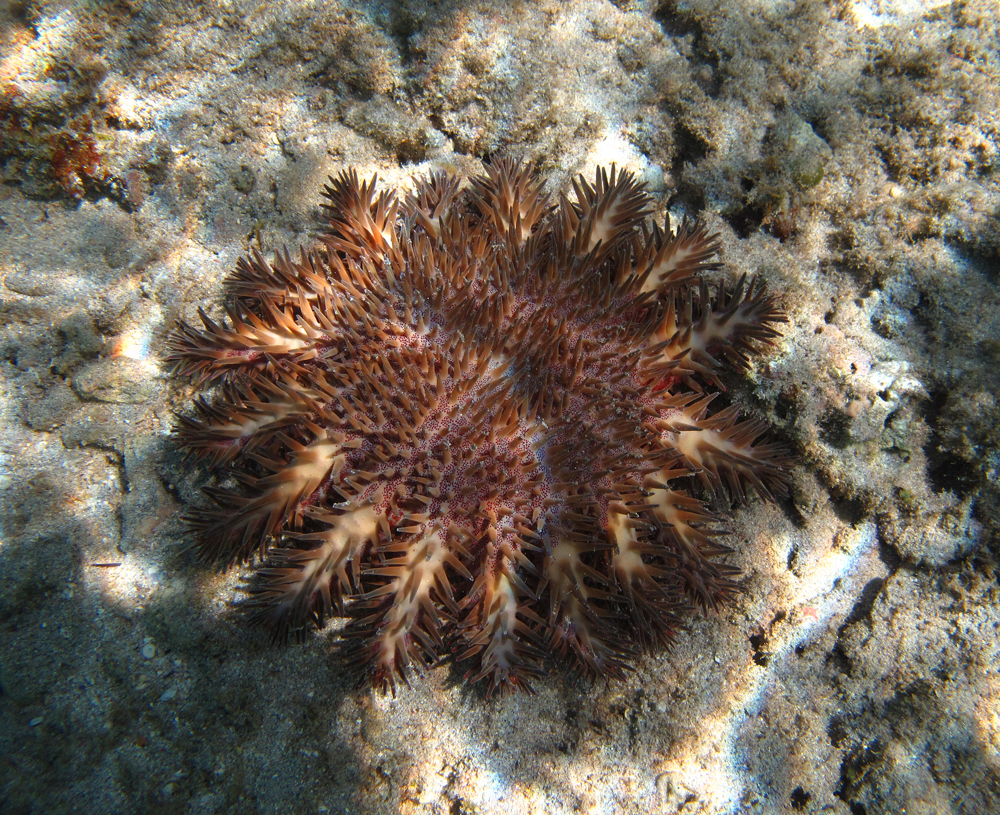
Spécimen vivant, à la Réunion.
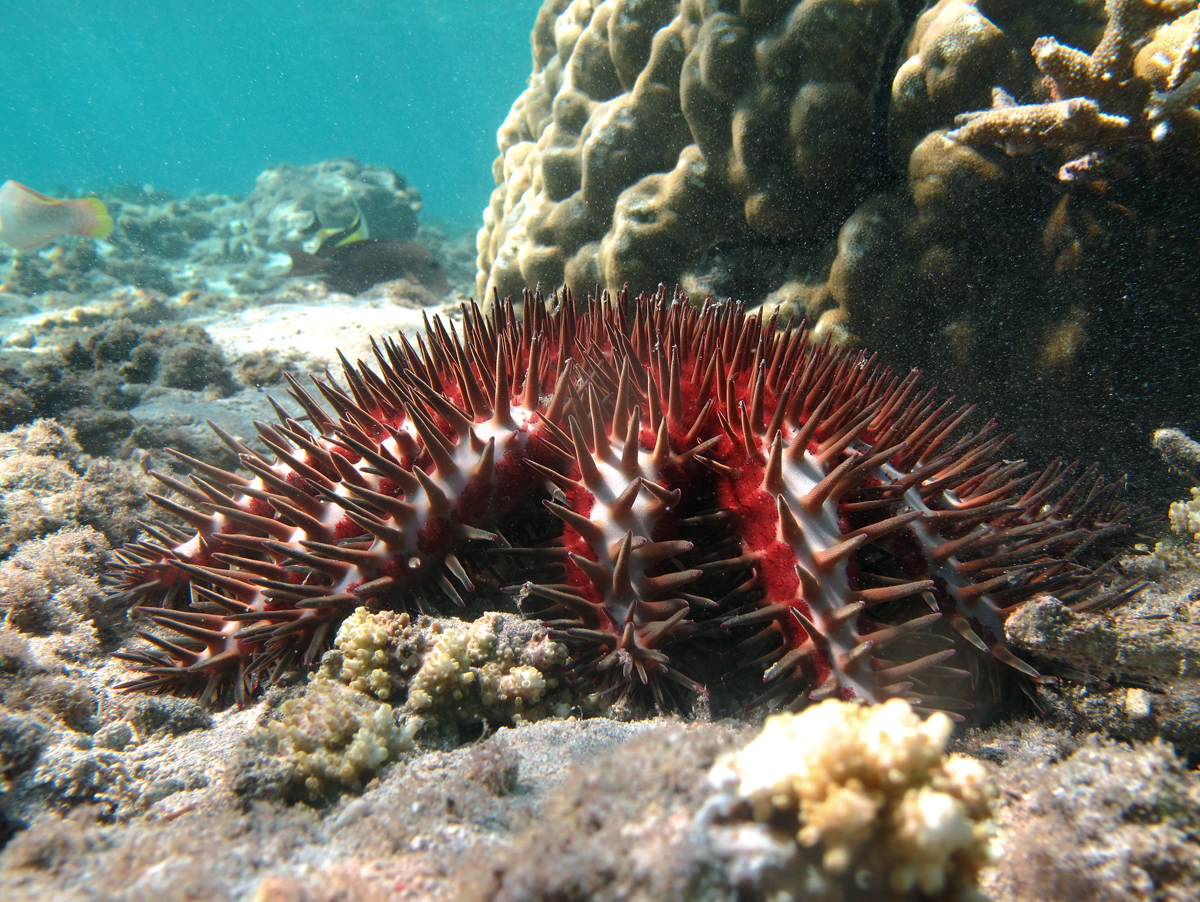
De profil.
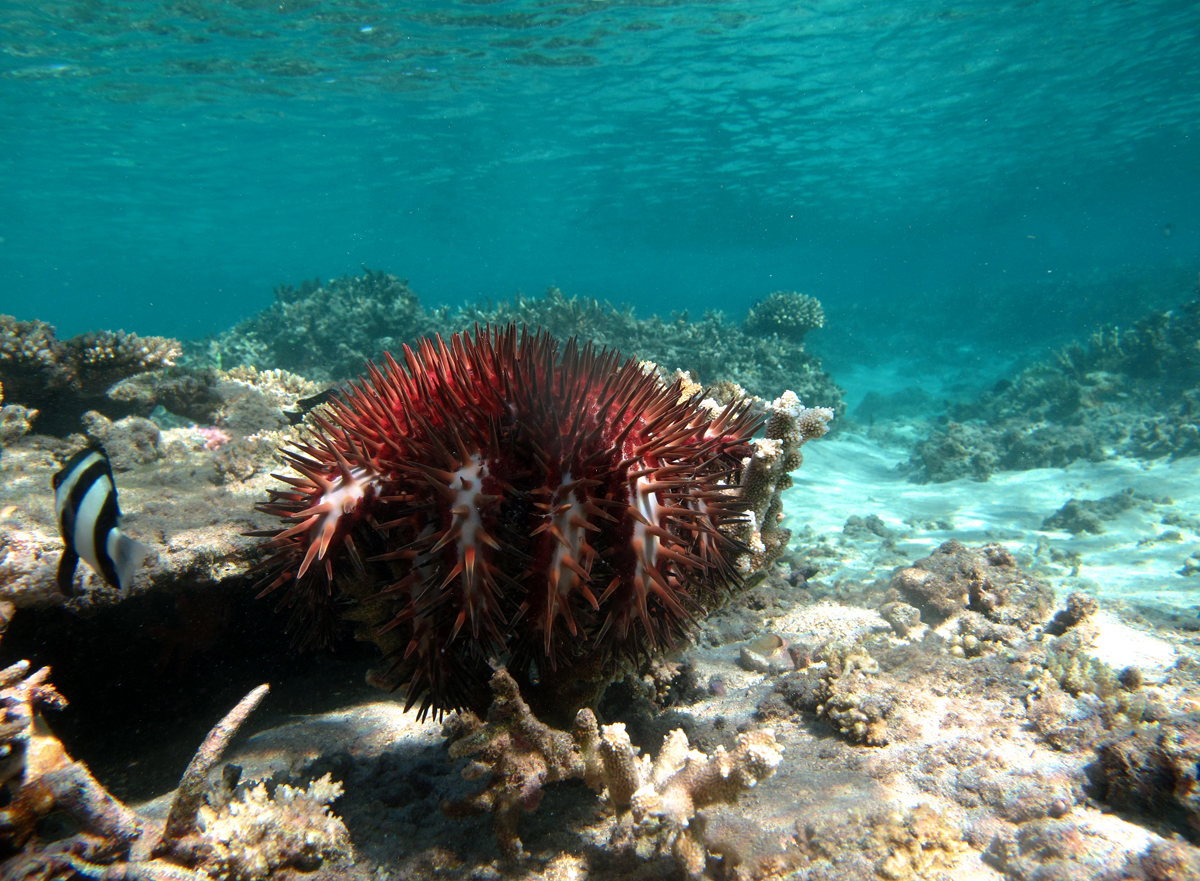
Se roulant en boule.
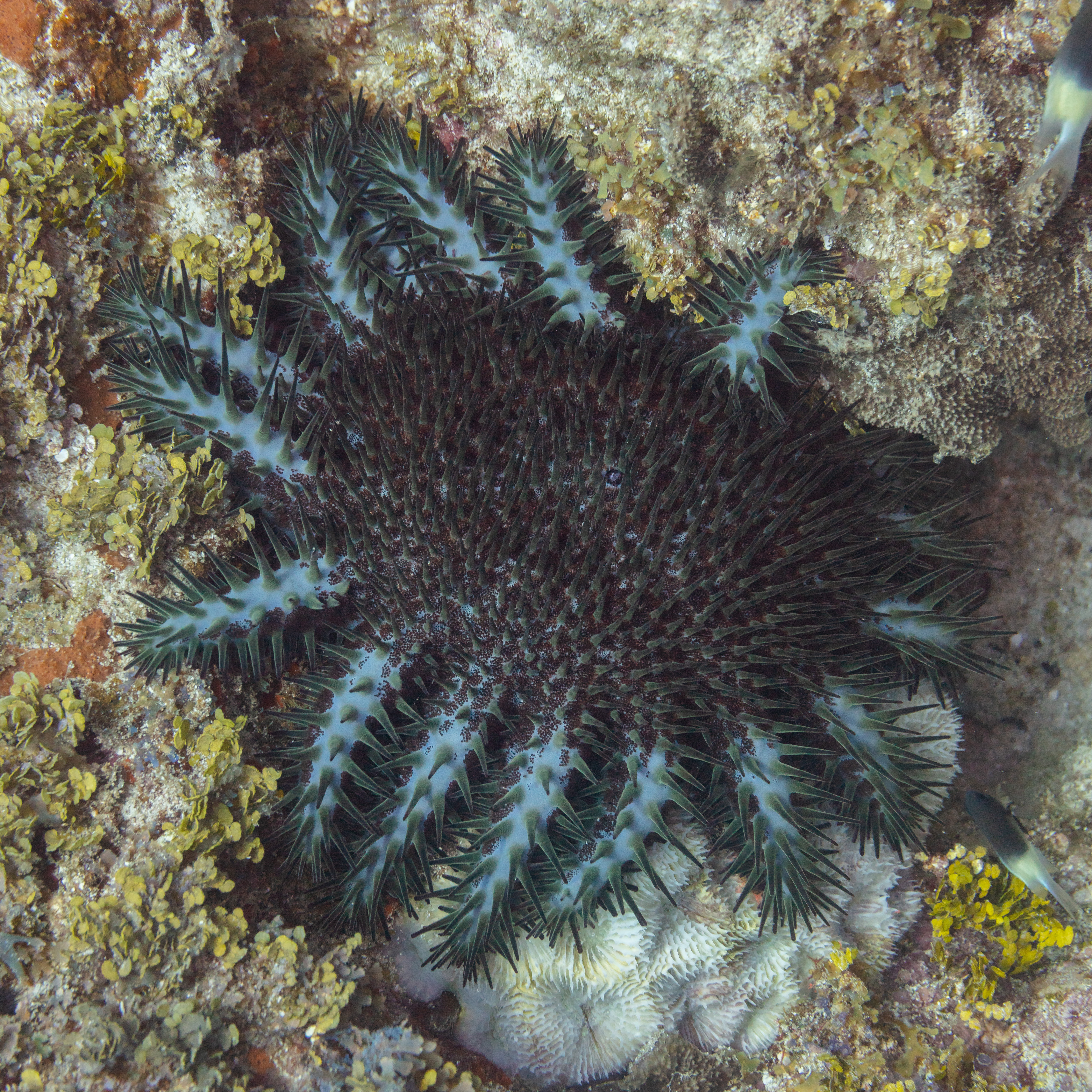
À Zanzibar (Tanzanie).
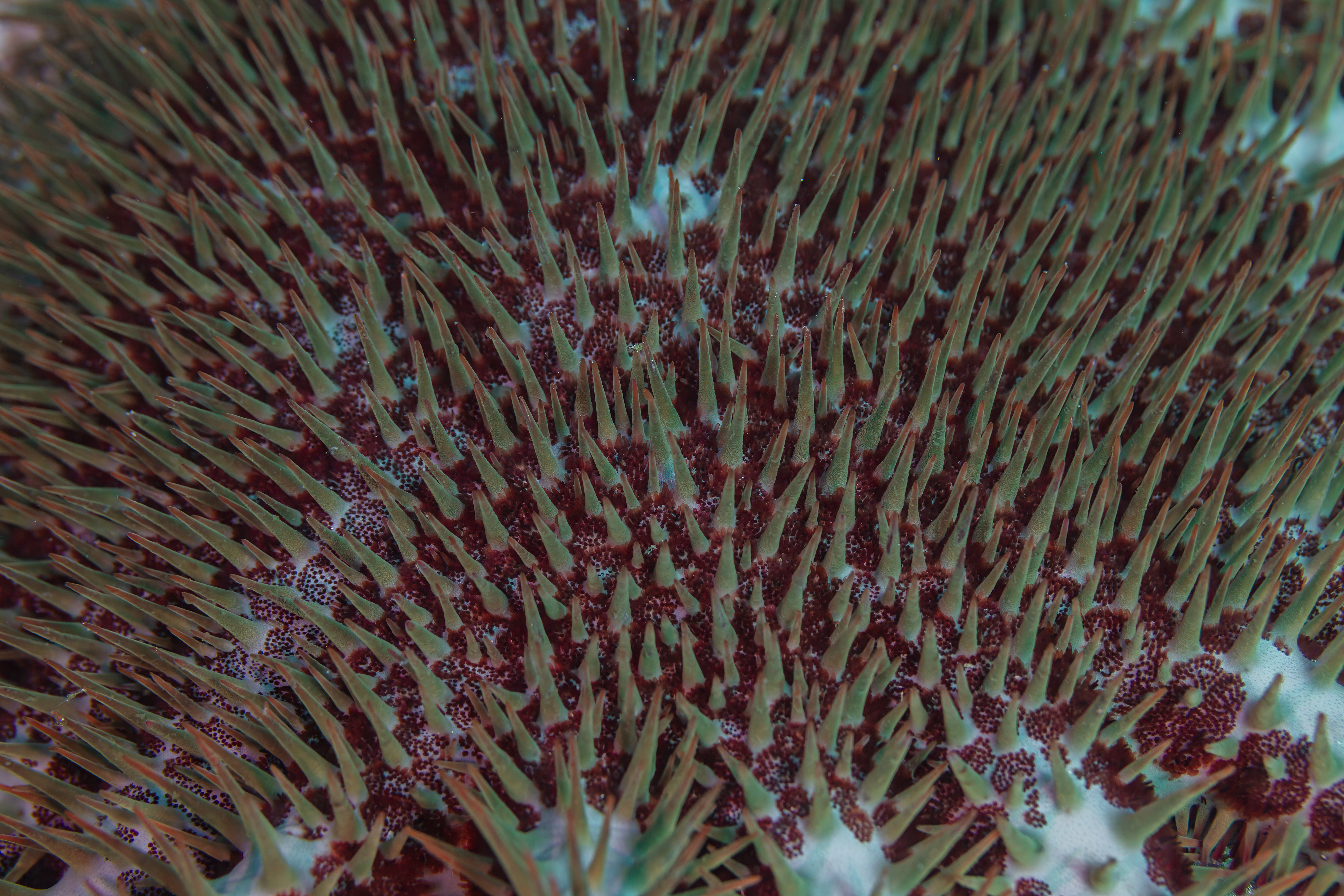
Détail.

Pour les généralités communes aux Acanthaster, se référer à l'article Acanthaster planci.

## Systématique

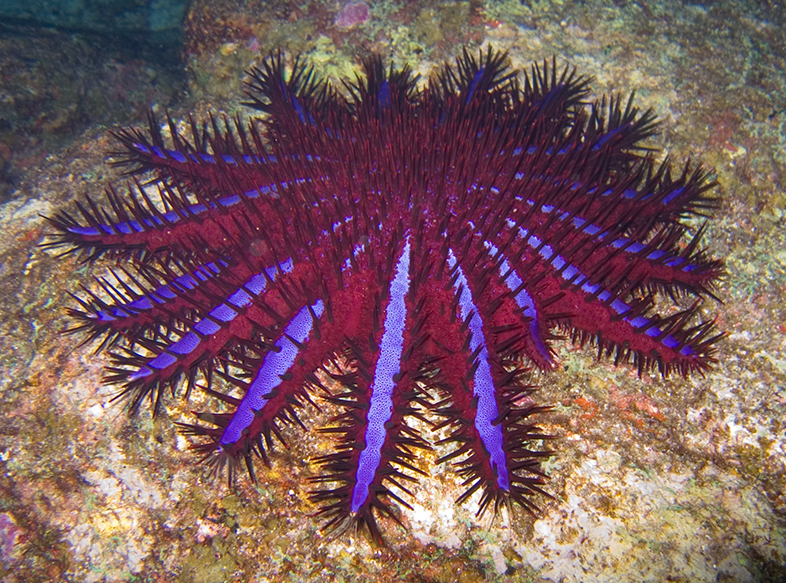
Acanthaster planci dans la forme typique du nord de l'océan Indien, qui se distingue dAcanthaster mauritiensis par sa coloration pourpre et bleue.

L'espèce Acanthaser mauritiensis a été décrite en 1885 par le paléontologue suisse Perceval de Loriol (1828-1908),.
Cette étoile de mer, assez commune dans son aire de répartition, est une proche parente (longtemps considérée comme une sous-espèce), de la célèbre espèce invasive « Couronne d'épines » (Acanthaster planci, ou Acanthaster solaris pour la version de l'océan Pacifique), mais l'espèce type est désormais restreinte à la population de la moitié nord de l'océan Indien, caractérisée par un patron de coloration assez stable, bleu électrique et pourpre. L'espèce est considérée valide selon Gerhard Haszprunar (d) et Martin Spies (d) (2014), et figure au World Register of Marine Species depuis novembre 2022. 
Cette étoile semble pouvoir s'hybrider avec les autres représentantes du genre Acanthaster, ce qui complique la tâche des taxonomistes et explique les désaccords quant au classement de ces espèces.
La séparation du genre Acanthaster en espèces a donc longtemps varié d'un auteur à l'autre. Ainsi, selon P.J. Moran (1990), le genre Acanthaster compterait deux espèces, A. planci et A. brevispinus, la première étant elle-même divisée en plusieurs sous-espèces, dont mauritiensis et les différents taxons de planci. Selon Catherine Vogler, il y aurait quatre populations régionales d’A. planci, dont A. planci mauritiensis serait la forme typique du sud de l'océan Indien.
Gerhard Haszprunar, Catherine Vogler et Gert Wörheide (d) proposent depuis 2017 de diviser A. planci en Acanthaster planci (Linnaeus, 1758) (nord de l'océan Indien), A. mauritiensis de Loriol, 1885 (sud de l'océan Indien), A. solaris (Schreber, 1795) (océan Pacifique) et une espèce alors non encore nommée endémique de la mer Rouge (plus tard baptisée Acanthaster benziei), et placent A. ellisi en synonymie avec A. solaris. L'espèce pacifique se caractériserait par une couleur plus souvent grise, mais la diversité des robes interdit toute généralité, et ces espèces, si leur statut est confirmé, n'ont pour le moment aucune clef de détermination autre que génétique (ou géographique).

## Répartition
Acanthaser mauritiensis se rencontre principalement dans la moitié sud de l'océan Indien, le long de la côte africaine, aux Comores, à Madagascar, aux Seychelles et aux Mascareignes.

## Étymologie
Son épithète spécifique, composée de mauriti et du suffixe latin -ensis, « qui vit dans, qui habite », lui a été donnée en référence à l'île Maurice où elle a été découverte.

## Publication originale
- P. de Loriol, « Catalogue raisonné des échinodermes recueillis par M. V. de Robillard à l'île Maurice. II. Stellérides », Mémoires de la Société de physique et d'histoire naturelle de Genève, Genève, SPHN, vol. 29, no 4,‎ 1885, p. 1-84 (ISSN 0252-7960, OCLC 4277814, lire en ligne).